# 余裕
| ウィキペディアには「余裕」という見出しの百科事典記事はありません（タイトルに「余裕」を含むページの一覧/「余裕」で始まるページの一覧）。 代わりにウィクショナリーのページ「余裕」が役に立つかもしれません。 |